# Pansarbandvagn 301
Pansarbandvagn 301 nebo Pbv 301 je švédské obrněné bojové vozidlo pěchoty. Tato bojová „krabice“ je jedním z prvních bojových vozidel pěchoty podobného typu vyzbrojeného kanónem. Může sloužit také jako velitelské vozidlo.